# Huracán Norbert (2014)
El huracán Norbert produjo un día de lluvias equivalentes a 100 días en el estado de Arizona a inicios del mes de septiembre de 2014. La decimoquinta tormenta nombrada, décimo huracán y el séptimo huracán mayor de la temporada de huracanes, el Norbert se formó de un área de perturbación en asociación a un área de baja presión el 2 de septiembre. Desplazándose generalmente al noroeste, la recién nombrada tormenta tropical organizó su estructura en un ambiente de cizalladura de viento moderada establecido. El sistema alcanzó la intensidad de huracán a inicios del 4 de septiembre y la categoría dos de huracán en la siguiente tarde. Después, el ciclón inició un período de rápida intensificación y subsecuentemente alcanzó su pico de intensidad con vientos de 195 kilómetros por hora y una presión mínima de 957 hPa (mbar; 28,26 inHg) a inicios del 6 de septiembre. Su desplazamiento progresivo a aguas más frías y un ambiente más estable propiciaron su tendencia debilitatoria después del pico de intensidad y a inicios del 8 de septiembre, el sistema no mantuvo más suficiente convección para ser considerado como ciclón tropical.

## Historial meteorológico
El 30 de agosto, el Centro Nacional de Huracanes (NHC) indicó una formación potencial de un área de baja presión frente a las costas del Pacífico mexicano y un fortalecimiento progresivo durante los siguientes días. Esta predicción se cumplió la siguiente tarde, cuando un área extensa de precipitaciones y tormentas eléctricas en asociación con una vaguada de baja presión fue percibida. Encontrándose en un ambiente generalmente favorable con la presencia de una cizalladura vertical de viento moderada y temperatura superficial del mar cálida, la convección rápidamente formó un distintivo centro de circulación de magnitud baja y con esto, suficiente organización para que la perturbación sea clasificado como un ciclón tropical a las 15:00 UTC del 2 de septiembre; éste fue nombrado como la tormenta tropical Norbert de acuerdo con la técnica del Escaterómetro (ASCAT). Debido a la cizalladura de viento moderada al noreste, se predijo una modesta intensificación. El Norbert generalmente se desplazó al noroeste mientras se fortalecía, guiado por la periferia sureste de una cresta subtropical a través de la península de Baja California y el norte de México. Todo esto sucedía mientras el patrón de nubosidad mejoró progresivamente, con una simétrica nubosidad central densa, bandas nubosas convectivas satelitales y un núcleo interno con indicios de un pequeño ojo de magnitud media en las imágenes de satélite. En conjunto con los estimados a través del satélite, el Norbert fue promovido a huracán de categoría uno el 4 de septiembre.
Siguiendo una trayectoria generalmente al noroeste, el incremento de la cizalladura de viento al este causó al sistema a perder temporalmente organización durante las primeras horas del 4 de septiembre a medida que su circulación de magnitud media se dislocó. Un avión cazahuracanes de la Fuerza Aérea investigó al Norbert en esa tarde y registró un pico de vientos de vuelo de 84 nudos (156 km/h), vientos superficiales máximos de 78 nudos (145 km/h) y una presión barométrica de 970 hPa (mbar; 28,65 inHg). A inicios del 6 de septiembre, el ciclón inició una fase inesperada de rápida intensificación, siendo promovido a las 00:00 UTC, a huracán de categoría dos y a las 06:00 UTC, se intensificó a huracán mayor de categoría tres en la escala de huracanes de Saffir-Simpson. Luego de alcanzar su pico de intensidad, con vientos máximos sostenidos en un minuto de 105 nudos (195 km/h) y una presión mínima de 957 hPa (mbar;29,53 inHg), el Norbert inició a desplazarse sobre temperatura superficial progresivamente fría que provocó el inicio de su tendencia debilitatoria. Fue degradado a categoría dos a las 21:00 UTC del 6 de septiembre y a categoría uno a las 03:00 UTC del siguiente día. La convección profunda asociada con el Norbert inició a desvanecerse significativamente a medida que la tormenta entró en un ambiente estable y los estimados de intensidad de satélite provocaron a la NHC su degradación a tormenta tropical a las 15:00 UTC. A las 09:00 UTC del 8 de septiembre y luego de haber sido despojado de su organizada y profunda convección por al menos 12 horas, el sistema finalmente fue declarado como ciclón postropical.

## Preparaciones
A pesar de haber permanecido en la costa Mexicana, las clases en Manzanillo fueron suspendidas por un día. Una alerta amarilla o moderada fue activada en los estados de Sinaloa, Nayarit y Jalisco. En otras partes, una alerta naranja o elevada fue emitida para las islas Socorro, San Benedicto y Baja California Sur. La porción sur del estado de Sonora estuvo bajo alerta amarilla, mientras que en la porción norte se emitió alerta verde. El puerto de Guaymas fue cerrado para la navegación pequeña. A lo largo de la península de Baj California, los servicios oficiales activaron a 900 oficiales de emergencia para auxiliar en el suplemento de alimentación de combustible. Adicionalmente, se abrieron 164 refugios. El 5 de septiembre, la alerta naranja fue promovida a alerta roja o máxima.
Cuando los remanentes del Norbert alcanzaron los Estados Unidos, las oficinas locales del National Weather Service emitieron avisos y alertas de inundaciones, con vigilancias emitidas a través de varias partes de California, Arizona, Nevada, Utah y Colorado.

## Impacto en México
Varias carreteras alrededor de Manzanillo fueron cerradas por tres horas debido a deslizamientos de tierra. Más al norte, varias casas en Jalisco fueron inundadas. En Nayarit, tres personas fueron evacuadas a los refugios. Un hombre murió en Mazatlán, Sinaloa luego de ser arrastrado por al corriente y dos mujeres en Chihuahua mientras conducían en una colina inundada. En el puerto de San Carlos, un deslave provocó a 425 personas a buscar refugio.
Una presa colapsó al noroeste de la ciudad debido a las lluvias, causando inundaciones de 1,5 metros de profundidad. Ésta inundación dañó 2.500 casas y dejó a 2.500 personas sin hogar, aproximadamente un tercio de su población. A través de las municipalidades de La Paz, Los Cabos y Comondú, 2.000 personas fueron evacuadas a los refugios, incluyendo a 785 personas en solamente La Paz. Por toda la península, 500 personas se quedaron sin hogar.

## Inundaciones en el suroeste de Estados Unidos

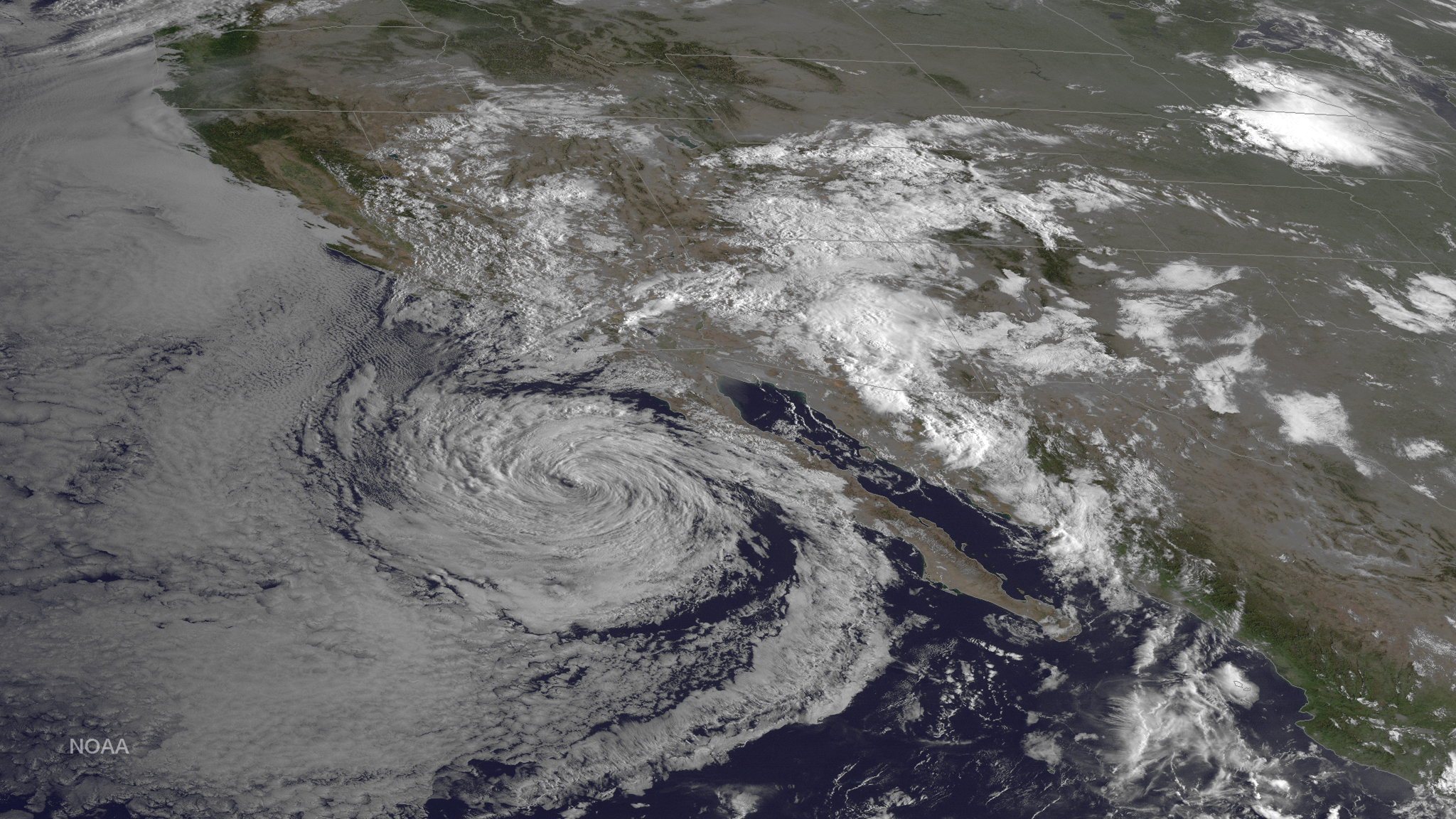
La humedad asociada a los remanentes del Norbert causaron inundaciones en varias partes del suroeste de Estados Unidos.

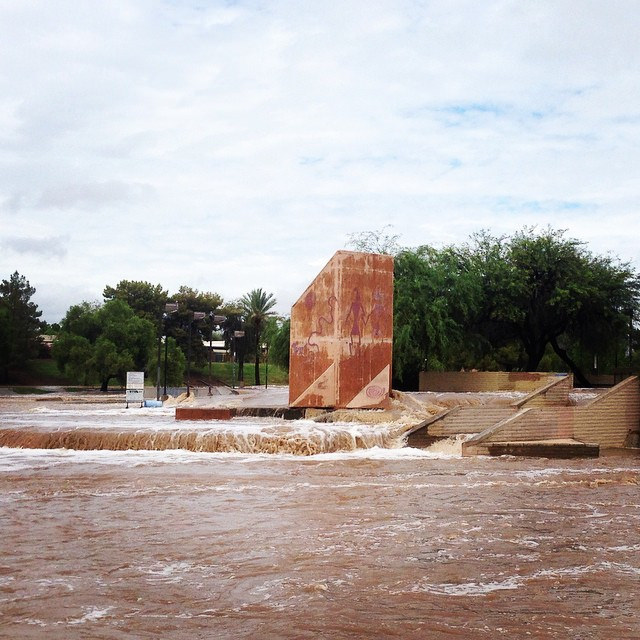
Inundaciones en Scottsdale, Arizona.

La circulación del Norbert, en conjunto con los remanentes de la tormenta tropical Dolly, dejaron mucha humedad a través del noreste de México y suroeste de Estados Unidos. La lluvia el sur de California acumuló alrededor de 76 milímetros en Hemet. Las lluvias causaron inundaciones a lo largo de varias autopistas y otras carreteras, provocando el congestionamento de 70 automóviles a lo largo de la ruta 74 cerca de Mountain Center. Cerca de Palm Springs, más de 40 pasajeros necesitaron ser rescatados luego que sus carros se inundaron. Una escuela cercana fue evacuada. Alrededor de 70 motociclistas resultaron lesionados en la ruta 74 debido a las inundaciones. A lo largo de la parte norte de Riverside, muchos árboles y postes de energía eléctrica fueron derribados. Además, todas las autopistas a través de Inland Empire fueron inundadas.
En Arizona, las precipitaciones alcanzaron los 155 milímetros cerca de Chandler. Durante un período de siete horas, el Aeropuerto Internacional Sky Harbor de Phoenix registró un acumulado de 84 milímetros de lluvia, rompiendo el récord de lluvia diaria en 75 años. También fue la precipitación más alta en un día calendario, pero corto en un total de 24 horas. La precipitación sobre la ciudad fue la más alta sobre el promedio de lluvias en verano.
 Aproximadamente uno de cada tres estaciones de lluvia en el condado de Maricopa superaron todos los récords. Los acumulados en Chandler y Mesa registraron lluvias equivalentes a 1.000 días mientras que en Phoenix fue calculado en lluvias equivalentes a 200 días. Las inundaciones cubrieron varios caminos y carreteras, los cuales cerraron varias porciones de las Interestatales 17 y 10. Los peores efectos de la tormenta se sintieron al sur de Phoenix en Ahwatukee Foothills, donde todas las calles inundadas fueron cerradas. En medio condado, a 10.000 clientes les fueron suspendidos el servicio de energía eléctrica. En Mesa, los residentes de 100 casas fueron evacuados. Dos mujeres perdieron la vida, una en el Pinal County y otra en Tucson; ambas fueron arrastradas por las corrientes en sus vehículos. Aguas en Tucson alcanzaron profundidades de 4,5 metros. En varias localidades, las estaciones de servicio fueron incapaces para suministrar combustible. Alrededor de 10.000 personas se quedaron sin el servicio de energía eléctrica. En respuesta a la inundación, la gobernadora Jan Brewer emitió un estado de emergencia y ordenó a los empleados no esenciales a permanecer en sus casas. En conclusión, la inundación fue la peor en afectar al estado desde 1970.
La Autopista Nuevo México 152 sufrió daños significativos, con porciones de la vía extirpados y escombros cubriendo extensos estrechos en la vía. Debido a la gravedad del daño, el Departamento de Transporte de Nuevo México cerró la vía indefinidamente y afirmó que podría tomarse más de un mes hasta que sea reaperturada. En Nevada, las precipitaciones acumularon 101 milímetros en un breve tiempo, causando la peor inundación en Moapa Valley desde 1981. Las aguas cerraron una sección de 48 kilómetros de la Autopista Interestatal 15 en ambas direcciones. Varios vehículos fueron arrastrados a lo largo de la interestatal y dañaron la vía forzando su cierre por varios días. El costo de reparaciones en la vía podrían haberse estimado en USD $5 millones. La reserva Indian en Moapa fue evacuada debido a las inundaciones. Más de 200 niños fueron atrapados en una escuela primaria debido a las aguas de 3,67 metros de profundidad.